# 1864年のスポーツ
- 年度別スポーツ記事一覧

## 競馬

### イギリス
クラシック
- 2000ギニー - ジェネラルピール
- 1000ギニー - トマト
- エプソムダービー - ブライアーアトール
- エプソムオークス - フィーユドレール
- セントレジャーステークス - ブレアアソール

その他主要レース
- アスコットゴールドカップ - ザスコティッシュチーフ
- グランドナショナル - エンブレマティック

### フランス
- パリ大賞典 - ヴェルムート
- ジョッケクルブ賞 - ボワルセル

### オーストラリア
- メルボルンカップ - ランターン

## ゴルフ

### 世界4大大会（男子）
- 全英オープン優勝者：トム・モリス・シニア（イギリス）

- イギリスで最初のゴルフのクラブ、ウェストウォード・フォー結成

## ボート
- 3月5日 - 第一回オックスフォード・ケンブリッジ大学対抗レガッタ優勝：オックスフォード大学

## 野球
- 6月 - アメリカの野球選手リーチ、金銭を受け移籍。プロ化の始まり。

## 陸上競技
- オックスフォード対ケンブリッジの最初の陸上競技試合開催

## 死去
- 9月15日 - ジョン・ハニング・スピーク（イギリス、探検家、*1827年）